# Dimitris Kops
Dimitris Kops (Assen, 29 september 1989) is een Nederlands radio-dj en voice-over.

## Biografie
Kops begon op 14-jarige leeftijd bij de lokale omroep van Groningen, genaamd OOG Radio. Na een paar jaar daar hebben gewerkt is hij vanaf 2007 lange tijd te horen op het regionale radiostation WILD FM.
Zijn landelijke radiocarrière begon hij bij Radio Veronica, daar was hij producer en file-lezer bij onder andere Erik de Zwart, Luc van Rooij en Michael Pilarczyk.

### Qmusic
Op 3 december 2012 was Kops voor het eerst te horen op Qmusic als vervanger van het programma van Erik van Roekel tussen 03:00 en 06:00 uur. Niet heel veel later kreeg Kops een eigen nachtprogramma bij de zender tussen 00:00 en 03:00 uur.

### SLAM!
Op 27 januari 2015 werd bekend dat Kops de overstap van Qmusic naar SLAM! maakt om daar elke zaterdag en zondag tussen 12:00 en 15:00 een programma te gaan maken. Al gauw werd bekend dat hij tussen 12:00 en 16:00 een programma gaat maken als vervanger van Michael Blijleven die naar Radio Veronica vertrok.

### Radio 538
Na een paar maanden voor SLAM! te hebben gewerkt werd op 4 september 2015 bekend dat Kops een overstap ging maken naar Radio 538. Daar maakte hij programma's op verschillende soorten tijden.
Door het vertrek van Dorus van Mosselveld bij Radio 538 kreeg Kops een vast programma op de zender. Hij kreeg een programma op maandag, dinsdag en woensdag tussen 00:00 en 03:00 uur en op zaterdag tussen 04:00 en 08:00 uur. Bekende radio-items die hij deed tijdens zijn programma's waren Als Je Niks Zegt Win Je Prijzen en Kops of Munt.
Daarnaast viel Dimitris veel in voor andere programma's in het weekend van Radio 538 en in de doordeweekse (avond)programmering. Hij presenteerde onder andere Het Beste Van Evers Staat Op en de programma's van Dennis Ruyer en Barry Paf.
Op 22 oktober 2017 werd bekend dat de programmering van Radio 538 werd veranderd, daardoor was er geen plaats voor Kops in de programmering. Wel blijft hij achter de schermen werken volgens de zender.

### Terug naar SLAM!
Vanaf juni 2018 presenteerde Kops elke zaterdag- en zondagmiddag van 13:00 tot 16:00 uur een weekendprogramma op SLAM!. Per april 2019 presenteerde hij tevens een programma van maandag t/m donderdag tussen 13:00 en 16:00 uur.
Op 20 augustus 2020 werd dit gewijzigd in een programma van maandag t/m donderdag tussen 16:00 en 19:00 uur.
Vanaf 22 augustus 2022 werd het programma voortaan in de ochtend (tussen 10:00 en 12:00 uur) uitgezonden. Het uur daarna  (12:00 tot 13:00 uur) presenteerde Dimitris de gemengde lunchshow Housuh in de Pauzuh.
- Website van Dimitris Kops